# ジャック・ウィルス
ジャック・ウィルス（Jack Wills）は、英国のライフスタイルファッションブランド、及び大学生をターゲットに服飾雑貨を製造・販売する企業。 1999年に高級リゾート地である、英国デヴォン州サルクームに1号店を開店。現在はアウトレット店舗2店を含む、37店舗を展開している。ロンドン市内に6店舗を構えるが、それ以外は英国内の主要大学の立地都市、高級リゾートを中心に展開している。スコットランドにも2店舗、アイルランドにも3店舗を構える。
最近は、海外展開を進めており、2010年5月には、米国東のリゾート地、ナンタケット(Nantucket)、マーサズ・ヴィニヤード(Martha’s Vineyard)に開店した。2010年7月にはボストン(Boston)にも開店する。

## 歴史
ジャック・ウィルスは、1999年にピーター・ウィリアムスとロバート・ショーによって設立された。商標である「ジャック・ウィルス（Jack Wills）」は、ピーター・ウィリアムスの祖父 Jack Williams に由来する。1号店は、デヴォン州サルクームのフォア街22番地 (22 Fore Street)に開店したが、この住所は現在もジャック・ウィルスのカタログ、製品、店舗装飾などに記載されている。2008年には、サブブランドとなるオービン・アンド・ウィルス (Aubin & Wills)の展開を開始、ジャック・ウィルスを卒業した20代後半～40代を主要ターゲットとしている。現在、店舗のほとんどは英国内にあるが、アイルランド、米国と海外展開を加速化している。オンライン上では、ヨーロッパ、米国、カナダ、オーストラリア、ニュージーランド、日本、香港からの購入ができる。

## 特徴
すべての商品は、「ジャック・ウィルス・ハンドブック(Jack Wills Handbook)」と呼ばれるカタログ、及びウェブサイト上で閲覧可能。ハンドブックは「秋学期」「クリスマス」「春学期」「夏学期」、「夏休み」と年5回発刊されている。
英国ならではの伝統に、遊び心を加えたファッションを提案しており、ツイード・ジャケットやブレザーといったフォーマルから、パーカー、スウェット、Tシャツなど幅広く展開している。最近は、雑貨の展開にも力を入れており店舗、オンラインでも購入できる。

## ブランドイメージ
英国のアッパーミドル層の若者の服装をコンセプトとしており、価格帯からしても他のファストファッションブランドとは一線を画す。スポーツとのつながりも重視しており、ポロ、ラグビー、レガッタといった英国ならではのスポーツを念頭に置いたデザインも数多く展開している。大学生が主要なターゲット層だが、実際は、高校生から大人まで幅広く支持されている。英国においては、ケンブリッジ大学対オックスフォード大学のポロ対抗戦の開催やアマチュア・バンド・コンテストのスポンサー、また欧州の高級スキーリゾートなどでのキャンペーンイベントなどで認知度を高めており、独自のマーケティング手法に注目が集まっている。